# Dimitrios Driwas
Dimitrios Driwas (ur. ?, zm. ?) – grecki pływak, brązowy medalista igrzysk w Atenach.
Podczas igrzysk w Atenach Driwas wystartował w konkurencji 100 metrów dla żeglarzy. Dystans ten przepłynęli szybciej tylko Grecy Joanis Malokinis i Spiridon Chazapis.